# Rolling Stones No. 2
Rolling Stones No. 2 är ett musikalbum av det brittiska rockbandet The Rolling Stones, utgivet i januari 1965 som gruppens andra LP för den brittiska marknaden. Gruppen hade märkligt nog givit ut sitt andra album i USA, 12X5, före det album som släpptes i hemlandet. 
Av de tolv låtarna på albumet var tre stycken, "What a Shame", "Grown Up Wrong" och "Off the Hook" skrivna av Stones (Keith Richards och Mick Jagger) själva, men deras styrka låg här fortfarande i deras coverversioner på R&B-hits. Deras cover på Solomon Burkes "Everybody Needs Somebody to Love" är här lite över 5 minuter lång och därmed en av de längsta låtarna inom populärmusiken från den tiden.
Albumet blev en stor hit i Storbritannien där det låg på förstaplatsen på försäljningslistan i tio veckor.

## Låtlista

### Sida 1
1. "Everybody Needs Somebody to Love" (Solomon Burke, Jerry Wexler, Bert Russell) - 5:03
2. "Down Home Girl" (Jerry Leiber, Arthur Butler) - 4:11
3. "You Can't Catch Me" (Chuck Berry) - 3:38
4. "Time Is on My Side" (Norman Meade) - 2:58
5. "What a Shame" (Mick Jagger, Keith Richards) - 3:03
6. "Grown Up Wrong" (Mick Jagger, Keith Richards) - 1:50

### Sida 2
1. "Down the Road Apiece" (Don Raye) - 2:55
2. "Under the Boardwalk" (Arthur Resnick, Kenny Young) - 2:46
3. "I Can't Be Satisfied" (McKinley Morganfield) - 3:26
4. "Pain in My Heart" (Naomi Neville) - 2:11
5. "Off the Hook" (Mick Jagger, Keith Richards) - 2:33
6. "Suzie Q" (Eleanor Broadwater, Dale Hawkins, Stan Lewis) - 1:50